# 红岛站
红岛站，位于中华人民共和国山东省青岛市城阳区河套街道，是中国铁路的一座铁路客运车站，青岛四大铁路客运枢纽之一。

## 概要
红岛站国铁路线位于地面，地铁路线位于地下，候车厅地上地下皆有，国铁地铁内部相连通，可实现零换乘。站外广场设置地铁枢纽控制中心、公路客车场站、城市公交场站。该站建成后将成为青岛最大、山东省第二大的铁路客运站。
本站于2016年开工。2018年12月26日，本站所在的济青高速铁路和青盐铁路开通客运，但车站仍未完工，暂不办理客运业务。
2023年7月1日，红岛站开通运营。

## 车站结构
站台规模为10台20线，站房规模约7万平方米。

## 车站周边
红岛站南侧临 青兰高速，北侧临汇海路。南距胶州湾约4 km，西距大沽河约5 km，东南距规划行政中心约8 km。

## 换乘
红岛站集对外铁道、市内轨道交通、长途汽车、城市公交车和出租车等于一体，是未来青岛市最大的陆路交通枢纽。